# Israel Tal
Israel 'Talik' Tal (hebreo: ישראל טל) (13 de septiembre de 1924 - 8 de septiembre de 2010) fue un General de las Fuerzas de Defensa de Israel siendo un referente de la guerra moderna por su profundo conocimiento sobre la guerra acorazada. Tal era un brillante táctico y como comandante de la división armada él implentó sus tácticas militares con éxito y logró importantes victorias.
Tal fue Comandante de Brigada durante la Guerra del Sinaí, Comandante de la división acorazada en la Península del Sinaí durante la Guerra de los Seis Días, y Comandante del frente meridional durante las etapas finales de la guerra de Yom Kipur.
El General Israel Tal condujo un equipo para desarrollar un tanque con características únicas, y gracias a su trabajo, en 1970 comenzó el desarrollo del tanque blindado israelí Merkava.
Israel Tal se considera entre los cinco comandantes más importantes de la historia y su cuadro está en el Museo de Caballería y Blindados Patton en el Muro de los Mayores Comandantes de División Blindada junto con Moshe Peled (también israelí), los estadounidenses George S. Patton y Creighton Abrams y el mariscal de campo alemán Erwin Rommel.